# ایگل هاربر (مریلند)
ایگل هاربر (به انگلیسی: Eagle Harbor) شهری در ایالت مریلند کشور ایالات متحده آمریکا است که جمعیت آن در سرشماری سال ۲۰۱۰ میلادی، ۶۳ نفر بوده‌است.